# Chen Yang (gymnastique)
Pour les articles homonymes, voir Chen Yang.
Chen Yang, né le 26 décembre 1987, est un gymnaste trampoliniste chinois.

## Carrière
Sa seule médaille internationale est remportée lors des Championnats du monde de trampoline 2005 à Eindhoven, avec une deuxième place en tumbling.